# 大村駅 (兵庫県)
大村駅（おおむらえき）は、兵庫県三木市大村字谷後にある、神戸電鉄粟生線の駅。駅番号はKB54。

## 歴史
- 1951年（昭和26年）12月28日：三木福有橋（現・三木） - 電鉄小野（現・小野）間延伸時に、大村駅として開業[1]。
- 1952年（昭和27年）10月1日：電鉄大村駅に改称[1]。
- 1988年（昭和63年）4月1日：再び大村駅に改称[1]。

## 駅構造
単式1面1線のホームを持つ地平駅。ホーム有効長は4両。ホーム粟生寄りに設けられた駅舎は小さい。
沿線光ネットワークに接続された駅務遠隔システムが導入されており、センター駅から自動券売機、自動改札機、自動精算機、TVカメラ、インターホン、シャッターが遠隔操作される。そのため駅員巡回駅となっており、構内売店も設けられていない。駅近辺の理容店で企画乗車券の委託販売が行われていたが、閉店に伴い取り扱いも終了した（現在は隣の三木駅上り線側改札外に設置の自動販売機で購入可能である）。

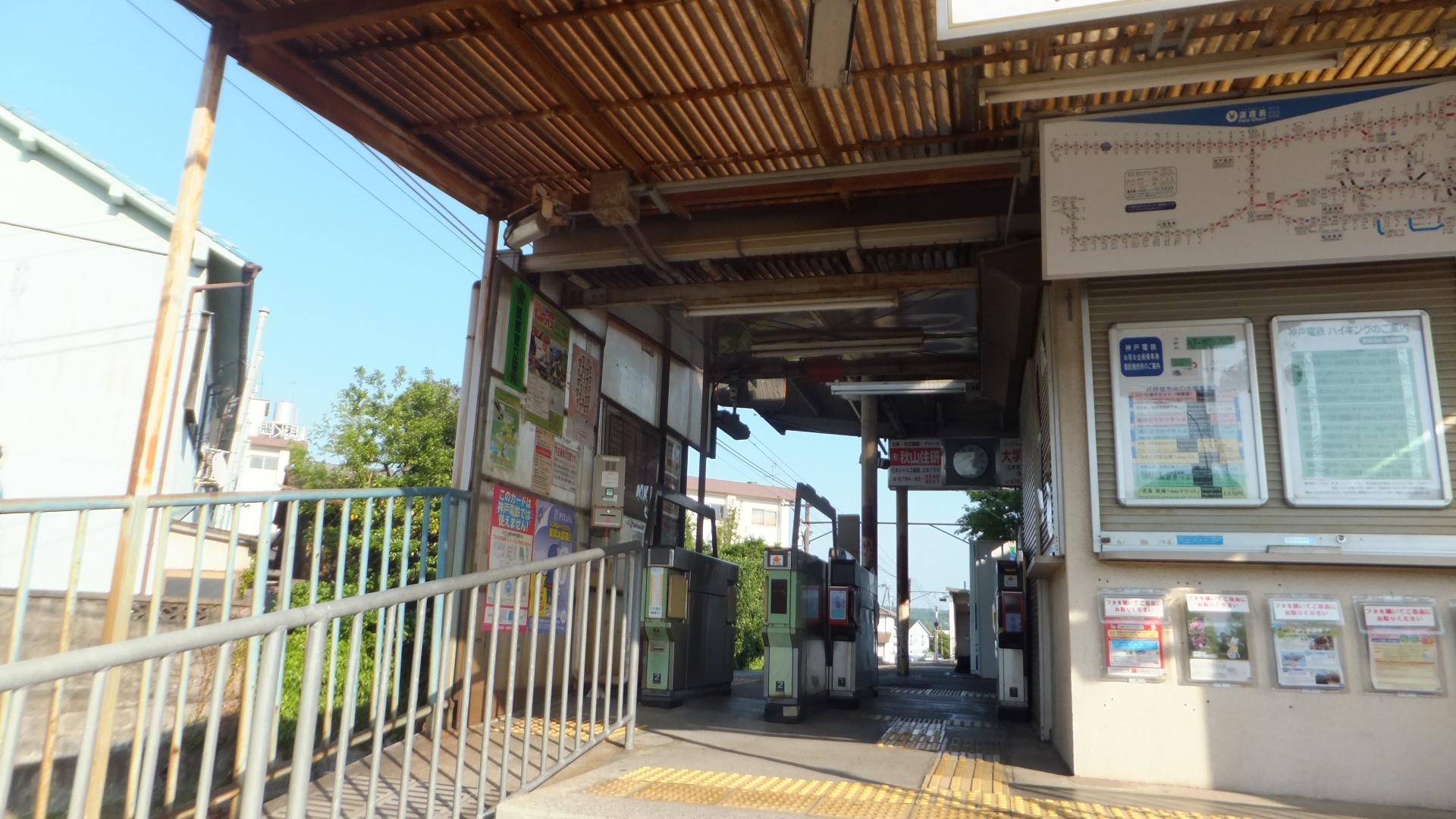
自動改札機。

## 利用状況
1日あたりの乗車人員 460人（2021年）
近年の1日平均乗車人員は下表のとおりである。
| 年次               | 1日平均 乗車人員 |
| ------------------ | ---------------- |
| 2002年（平成14年） | 477              |
| 2003年（平成15年） | 449              |
| 2004年（平成16年） | 445              |
| 2005年（平成17年） | 474              |
| 2006年（平成18年） | 474              |
| 2007年（平成19年） | 458              |
| 2008年（平成20年） | 470              |
| 2009年（平成21年） | 460              |
| 2010年（平成22年） | 433              |
| 2011年（平成23年） | 444              |
| 2012年（平成24年） | 434              |
| 2013年（平成25年） | 438              |
| 2014年（平成26年） | 433              |
| 2015年（平成27年） | 441              |
| 2016年（平成28年） | 445              |
| 2017年（平成29年） | 471              |
| 2018年（平成30年） | 479              |
| 2019年（令和元年） | 493              |
| 2020年（令和02年） | 454              |
| 2021年（令和03年） | 460              |

## 駅周辺

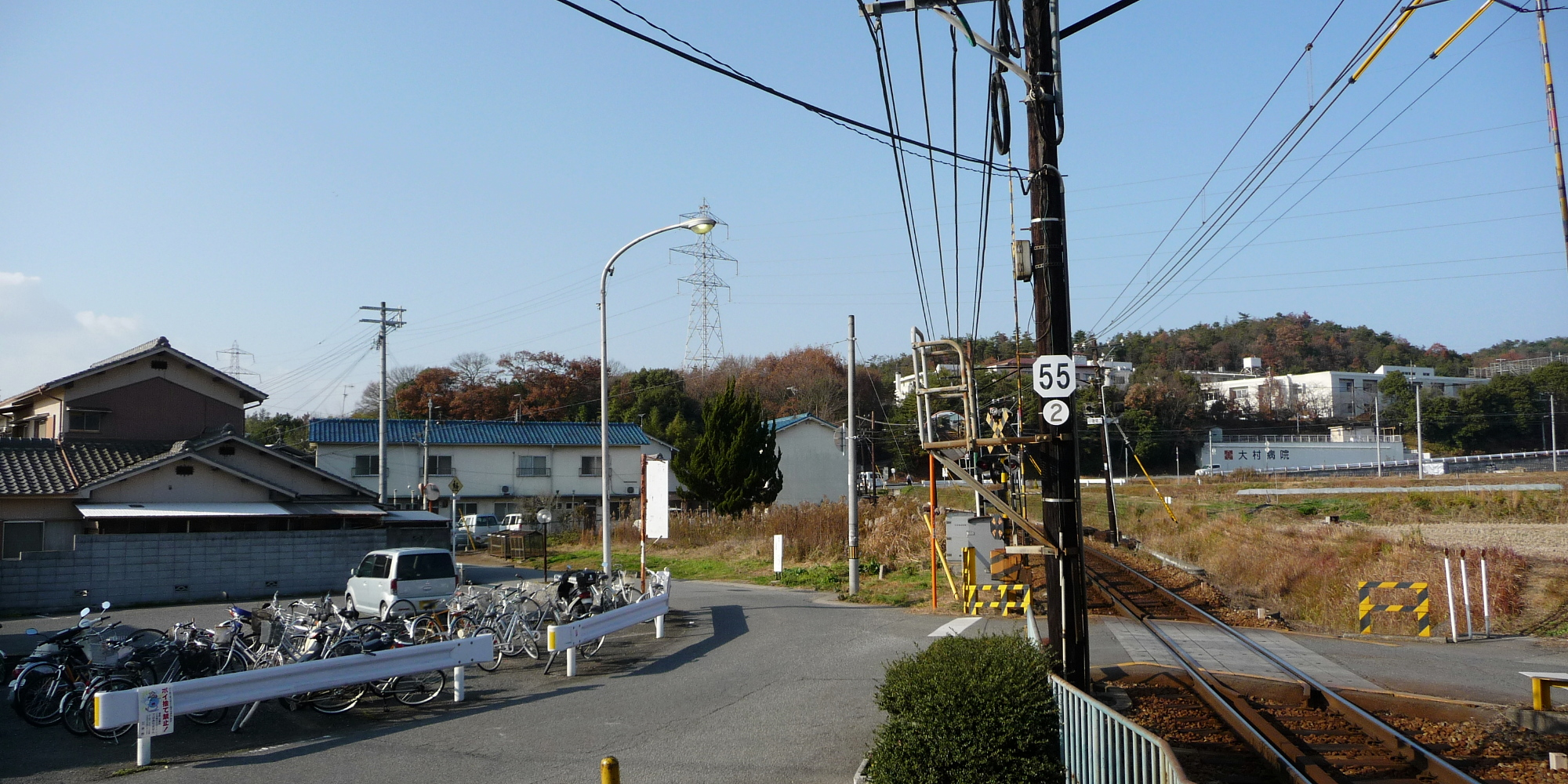
駅前風景

当駅の1kmほど西に山陽自動車道の三木小野インターチェンジがあることから大型の商業施設が多い。
- 神姫バス三木営業所
- 金剛寺
- 谷大膳の墓[1]
- 大村病院
- エンゼル認定こども園
- 三木市立平田小学校
- 三木警察署
- 業務スーパー三木店

なお、駅前の道は狭く、当駅を発着する路線バスは一本もない。一番近いバス停は「大村」バス停である。

## 隣の駅
神戸電鉄
■粟生線
■準急・■普通
三木駅 (KB53) - 大村駅 (KB54) - 樫山駅 (KB55)